# Ньима Дагпа Ринпоче
Лхатри Кэнпо Ньима Дагпа Ринпоче (род. 1959) — настоятель и держатель линии монастыря Лхатри в регионе Дэргэ области Кхам Восточного Тибета.

## Детство
Он родился в Тибете в 1959-м и рос в Непале в Дорпатэне — первой общине беженцев Бонпо. Его семья является потомственным держателем линии Лхатри. Его отец, Лхатри Гьелцэн Ньима, являлся третьим воплощением Цултрима Пунцога, великого практика из Восточного Тибета. Когда Ньима Дагпа было шесть лет, он начал учиться читать и писать по-тибетски. В это время он также начал религиозные занятия под руководством своего отца и Цултрим Ньима Ринпоче, настоятеля монастыря Дорпатэн. Когда мальчику было тринадцать, он переехал со своим семейством в Катманду (Непал), где работал в магазине и постигал искусство коврового дизайна.
Многие последователи Бонпо Архивная копия от 26 октября 2006 на Wayback Machine, живущие в Катманду, прибыли сюда из области Дорпатэн. Большинство — прихожане монастыря Тэва, расположенного на севере Тибета. Отец семейства являлся ламой монастыря Тэва. На нём лежала ответственность за все ежегодные религиозные церемонии. Главной его целью было — поддерживать общину Бонпо и дарить молодым людям возможность соприкасаться с их исконной культурой Бон. По этой причине, он учредил Общину Тэва Бон (Te-Bon Kyi Dun) в Катманду. Эта организация всё ещё действует и в наши дни.

## Отрочество
Когда Ньима Дагпа было пятнадцать (1974), отец отправил его в монастырь Мэнри в Доланджи, Индия (в штате Химачал Прадеш), чтобы он мог стать там монахом. Лама беспокоился о будущем Тибета и хотел удостовериться в том, что оставил преемника из своего семейства. Он ожидал, что сын станет духовным практиком и впоследствии будет служить общине Бонпо, как духовный мастер. Но мальчик стал очень тосковать по дому и вернулся к семье в Катманду.
Три года спустя, глава Мэнри, Лобпон Сангье Тэндзин Ринпоче, спросил у отца Ньима Дагпа, почему сын ещё не стал монахом. К тому времени юноша уже понял, что, как самого старшего сына, к тому же имеющего звание держателя линии Лхатри, это была его обязанность — стать монахом и служить людям Бонпо.
В семье, собранной его отцом, говорили о послании Сангье Тэндзина Ринпоче, и всё семейство побуждало старшего сына принять вызов, так что он решил возвратиться в монастырь Мэнри в Доланджи.
Это было во время тибетского Нового Года (Лосар), в день рождения Ньяммэ Шераб Гьелцэна Архивная копия от 11 июля 2013 на Wayback Machine, — Ньима Дагпа Ринпоче принял монашеские обеты. С того дня о нём заботился и направлял в жизни 33-й Мэнри Триндзин Архивная копия от 3 июля 2013 на Wayback Machine — духовный глава жизни Бон Архивная копия от 26 октября 2006 на Wayback Machine.

## Юность
В 1978-м Ринпоче был в первой группе студентов, вошедших в недавно основанную Диалектическую Школу Бон — монастырскую школу, в которой преподаются философия (сутра, тантра, Дзогчен), астрология, медицина и все остальные традиционные дисциплины Бон. Там он получил все свои учения от Лобпона Тэндзин Намдаг Ринпоче Архивная копия от 5 июля 2013 на Wayback Machine и Лхарам Гэше Юнгдрунг Намгьела. Он принял обязательство не брать никаких каникул до окончания диалектической школы, так что не возвращался домой до 1987 года. К тому времени он получил свою степень Гэше, которая эквивалентна западному «доктор философии».

## Зрелость
Во время всего периода своих занятий и до сих пор Ньима Дагпа Ринпоче помогает духовному лидеру Бон в администрировании монастырского центра, равно как и школы (CST), в Доланджи. Он имел честь представлять 33-го Мэнри Триндзина на встречах и конференциях, проводившихся вдали от Доланджи.
После получения нескольких писем от жителей монастыря Лхатри, просивших учителя занять свой пост у них и помочь им в обучении молодых монахов монастыря, Ринпоче путешествовал в Тибет в 1987 году. Там, в дополнение к посещению монастыря Лхатри, он также совершил тур по тридцати восьми другим монастырям. Цель его визита состояла в том, чтобы укрепить связь между монастырями в Индии и Тибете. Соответственно, самые важные его визиты в Тибете были в монастырь Мэнри, равно как и в монастырь Лхатри, где он был энтронирован, как настоятель.

### Школа и Детский Дом Бон
В 1988-м Ньима Дагпа Ринпоче возвратился в монастырь Мэнри в Доланджи. В апреле того же года лидер Тибета Далай-Лама посетил монастырь и обсудил школьную систему Доланджи с 33им Мэнри Триндзином. К тому времени школа имела только 6 классов, и духовный глава Бон испросил разрешения добавить 7-й и 8-й классы. Таким образом, дети имели бы возможность более основательно изучать их исконную культуру Бон. Далай-Лама согласился на проект и пожелал, чтобы столько детей, сколько возможно, были привезены в Доланджи, чтобы быть воспитанными в культуре Бон. Министр просвещения правительства Тибета в изгнании, Джучен Тубтен, в то же время, выделил для проекта тысячу рупий.
Ньима Дагпа Ринпоче была поручена задача не только работы над проектом (включая деловые связи с индийским правительством), но также и побуждать различные общины Бонпо посылать детей в школу Бонпо в Доланджи. Он совершил официальный визит в Катманду, чтобы поговорить о проекте с местной общиной Бонпо и распространить информацию в Долпо, Лубраг, Зомсом и Тэнкье, а также в отдалённые общины Бонпо в Непале, Бутане, Сиккиме и Индии.
В дополнение к школьному проекту, 33-й Мэнри Триндзин попросил его построить в Доланджи дом для девочек и мальчиков. Так, в 1988 году он основал Дом, известный сегодня как Детский Дом Бон (ДДБ). В нём мальчики и девочки воспитываются вместе. Здесь они находят не только место, чтобы получить образование, но также и настоящий дом. Ринпоче стал директором Детского Дома Бон и является им до сей поры.
Большинство детей в Детском Доме Бон Архивная копия от 26 октября 2006 на Wayback Machine — из очень отдалённых общин Бонпо, типа Долпо и Лубраг (Непал). В начале было 45 детей. Сегодня их число возросло до 280 человек в возрасте от 5 до 20 лет. Некоторые из них уже окончили школу в Доланджи и продолжают свою учёбу в Шимле, Варанаси и Дера Дуне.
Кроме того, Ньима Дагпа Ринпоче является также председателем местного совещательного комитета Центральной Школы для тибетцев (CST) в Доланджи.

### Обучение учеников Бон
Ещё в 1987 году он создал и редактировал «sBon sGo» (Дверь в Бон) — единственный журнал Бонпо, издаваемый на тибетском языке. Коллектив редакции насчитывает шесть человек и скоро издаст очередной номер ежегодного журнала.
В мае 1996 года 33-й Мэнри Триндзин поручил Ринпоче основать монастырь Монгьел в Дера Дун в Индии. Земли для проекта были пожертвованы принцем Лингцангом и Тибетско-Кхамской Общиной Лингцанг ещё в 1974 году. Проект нацелен на восстановление подлинной тибетской образовательной системы.
Каждый год с 1991 года Ньима Дагпа Ринпоче путешествовал в Соединённые Штаты и различные страны Европы, например, Белоруссию, Россию, Австрию, Францию, Германию, Польшу, Украину и Швейцарию, распространяя Учение Бон и собирая средства для Детского Дома Бон. Регулярно он возвращался, чтобы дать Учения в центрах Бон, которые основал: Центр Еру Бон Архивная копия от 21 декабря 2005 на Wayback Machine в Лос-Анджелесе (Соединённые Штаты), Шен Чен Линг Архивная копия от 29 декабря 2011 на Wayback Machine в Минске (Беларусь), Бон Шен Линг Архивная копия от 7 ноября 2005 на Wayback Machine в Москве (Россия), Бонский Центр Шен Чен Линг Архивная копия от 12 апреля 2005 на Wayback Machine в Вене (Австрия), Бон Шен Друп Де Архивная копия от 16 марта 2006 на Wayback Machine в Харькове (Украина) и Бон Гьи Друп Де Архивная копия от 15 марта 2006 на Wayback Machine в Донецке (Украина).